# سبيدان
مقاطعة سبيدان (بالفارسية: شهرستان سپیدان) هي إحدى مقاطعات في محافظة فارس في إيران. مركز مقاطعة سبيدان هو مدينة أردكان.

## أعلام
- خالد شفيعي